# The Birthday Massacre
The Birthday Massacre ist eine Synth-Rock-Band aus Toronto, Kanada. Gegründet wurde sie im Jahr 1999 unter dem Namen Imagica.

## Geschichte

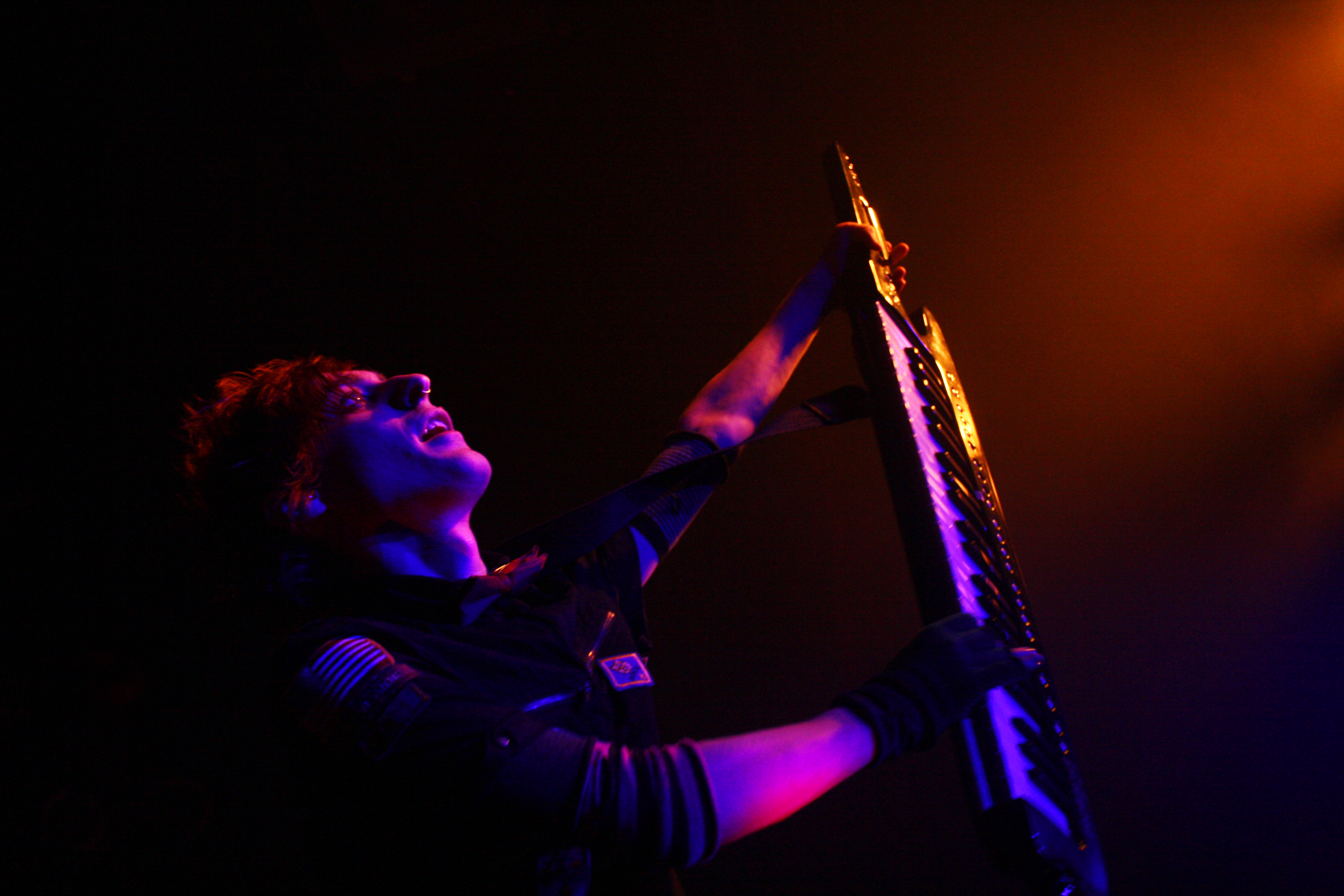
Owen – Mod Club, Toronto, Ontario, Canada, May 17, 2009.

Während ihrer College-Zeit gründeten Chibi (Gesang), Rainbow (Gitarre), M. Falcore (Gitarre), Aslan (Bass) und Dank Gott (Keyboard) in London, Ontario die Band „Imagica“. Bei Liveauftritten wurden sie von Schlagzeugern wie O.E. unterstützt. In dieser Zeit veröffentlichten sie eine limitierte Demoaufnahme mit sieben Titeln. Nachdem Dank Gott die Band im Jahr 2001 verlassen hatte, zog die restliche Gruppe nach Toronto. Dort veröffentlichte sie erneut eine limitierte Demo mit fünf Titeln. Kurz darauf benannte sich Imagica nach rechtlichen Streitereien in The Birthday Massacre um.  2002 veröffentlichte die Formation im Eigenvertrieb eine limitierte CD mit dem Titel Nothing and Nowhere.
2003 traten Adm (Keyboard) und Rhim (Schlagzeug) der Gruppe bei. Im Juli 2004 veröffentlichte The Birthday Massacre ihre EP Violet (9 Titel) und Ende desselben Jahres eine Neuauflage von Nothing and Nowhere. Adm verließ kurz darauf wieder die Formation. Im Herbst 2004 wurden sie vom deutschen Label Repo Records unter Vertrag genommen und veröffentlichten eine überarbeitete und erweiterte Version von Violet in Europa.
2005 schlossen sie einen Vertrag mit Metropolis Records und veröffentlichten Violet nun auch in den USA, Kanada, Großbritannien und Südafrika. Im August trat O-En (Keyboard) bei und The Birthday Massacre starteten eine Tournee durch Europa. Anfang 2006 führte sie ihre Broken-Minds-Tour durch Nordamerika mit Auftritten in Kanada, USA und Mexiko. Im Oktober und November 2007 stellten sie die neuen Songs aus dem 2007er Album Walking with Strangers live vor und traten u. a. in England, Frankreich, Spanien, der Schweiz und Deutschland auf. Im Mai 2009 erschien ihr Live-Album Show and Tell. Die Aufnahmen stammen aus dem Jahr 2007 während ihrer Tour durch Deutschland.
Album Nummer 6 Superstition erblickt Ende 2014 das Licht der Welt. Die nennt als Inspirationen für ihren vom 80er Synthesizer-Sound geprägten Gothic-Rock die Soundtracks der 70er/80er Science Fiction-, Fantasy- und Horrorfilme wie beispielsweise von John Carpenter. Für das Album wie auch das 2017 folgende Under Your Spell setzt die Band auf Fundraising mittels einer Pledge-Kampagne. Eine treue Fanbase lässt den Klingelbeutel in Windeseile platzen. Auch wenn der Sound im Laufe der Jahre reift, bleiben sich die Kanadier mit ihrer leicht bitterbissigen Synth-Rock-Musik treu. Die treuen Fans werden dann im Juli 2016 mit der Kompilation Imagica belohnt, welche ein Re:Release ihrer ersten Titel darstellt, die The Birthday Massacre noch unter dem Namen Imagica eingespielt hatten.
Nach Auskopplung der Vorabsingle Sleep Tonight veröffentlichen The Birthday Massacre am 11. April 2025 ihr 10. Studioalbum Pathways.
Zudem traten sie mehrfach bei Festivals wie dem M’era Luna auf.
The Birthday Massacre verstehen sich selbst als „musikalisch/visuelles Projekt“ mit dem Ziel, ihre Musik „in einem Gesamtkonzept aus Mode, Bildern und Performance zu integrieren“.

## Diskografie

### Alben
- 2002, erneut veröffentlicht 2004: Nothing and Nowhere
- 2005: Violet
- 2007: Walking with Strangers
- 2010: Pins and Needles
- 2012: Hide and Seek
- 2014: Superstition
- 2017: Under Your Spell
- 2020: Diamonds
- 2022: Fascination
- 2025: Pathways

### Kompilationen
- 2016: Imagica

### Livealben
- 2009: Show and Tell

### EPs
- 2000: Demo 1 (als Imagica)
- 2001: Demo 2 (als Imagica)
- 2004: Violet
- 2008: Looking Glass
- 2011: Imaginary Monsters

### Videoalben
- 2005: Blue
- 2009: Show and Tell